# Major Taylor

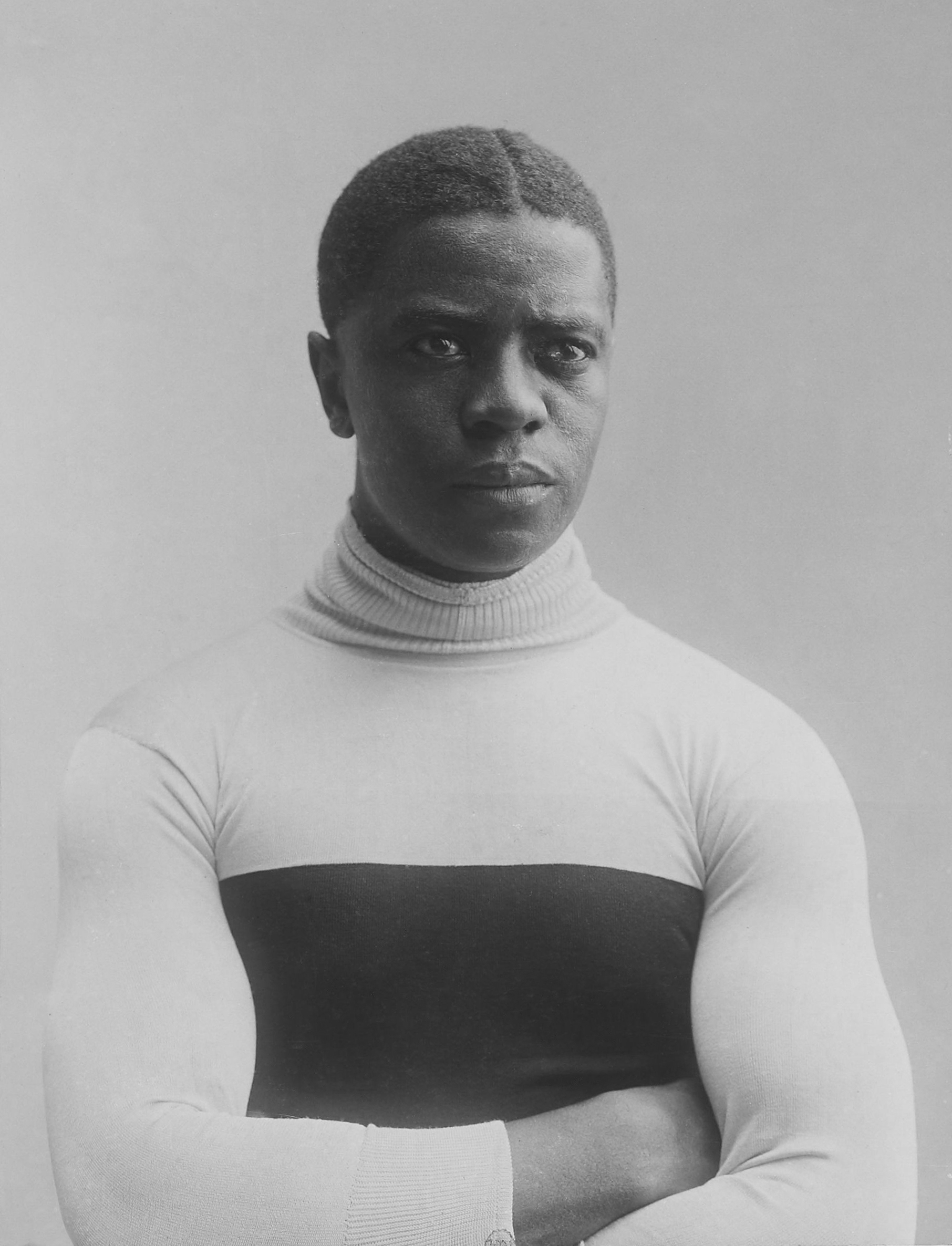
Major Taylor (1907)

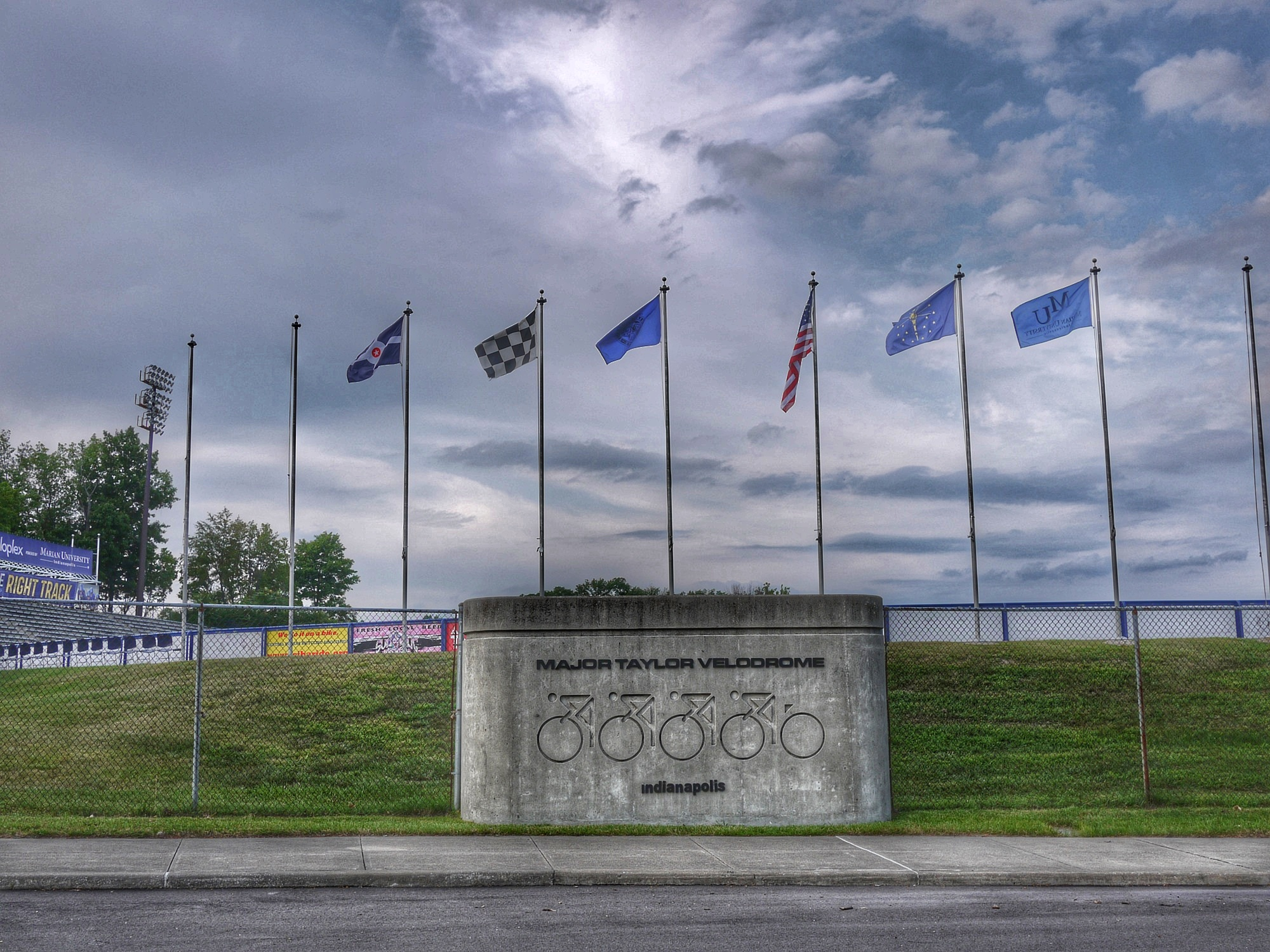
Das Major Taylor Velodrome in Indianapolis

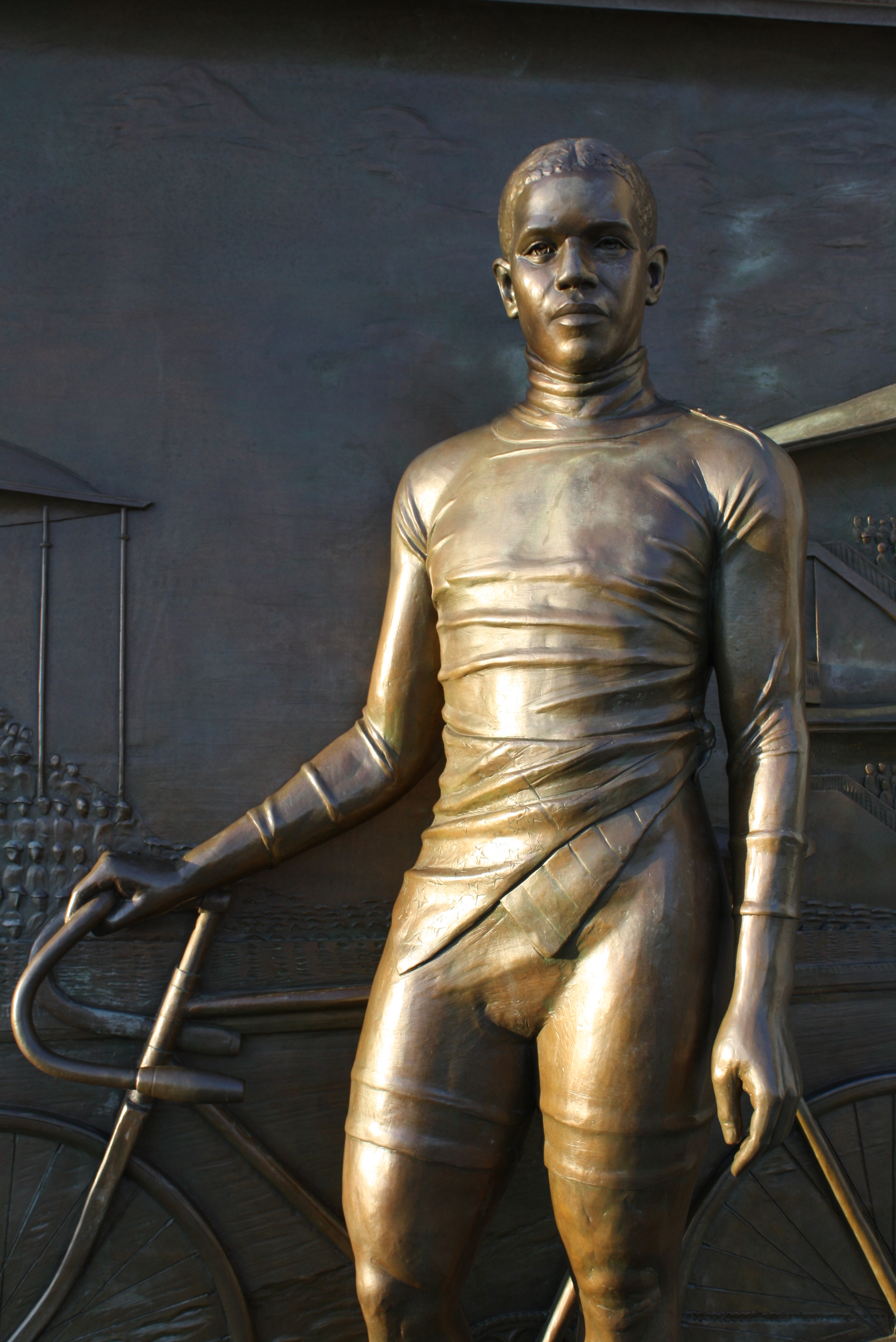
Das Major Taylor Monument in Worcester

Marshall Walter „Major“ Taylor (* 12. November 1878 in Indianapolis; † 21. Juni 1932 in Chicago) war ein Radrennfahrer aus den USA. Er war nach dem Boxer George Dixon der zweite schwarze Sportler der Sportgeschichte, der Weltmeister wurde.

## Karriere
Taylor kam 1878 als Sohn eines Kutschers zur Welt, er hatte sieben Geschwister. Seine Karriere als Radsportler begann er im Alter von 14 Jahren, als er einem örtlichen Fahrradhändler Kunststücke auf seinem Fahrrad vorführte. Der war so begeistert von dem Jungen, dass er ihn 1892 eine Uniform anziehen (daher der spätere Beiname „Major“) und für sich Werbung machen ließ. Erste kleine Rennen gewann Taylor schon als Jugendlicher überlegen. Da in Indianapolis zu jener Zeit jedoch ein rassistisches Klima herrschte, verließ er seine Heimatstadt und zog nach Worcester in Massachusetts. 
Spätestens ab 1896 gehörte Taylor zu den besten Bahnsprintern des Landes und bestritt mit 18 Jahren sein erstes Profirennen im New Yorker Madison Square Garden. Er gewann nicht nur mehr als die Hälfte seiner Rennen, sondern stellte 1898 auch sieben Weltrekorde auf. Im Jahr darauf wurde er Bahnsprintweltmeister sowie 1900 US-Meister in derselben Disziplin. Die „League of American Wheelmen“ verweigerte ihm allerdings aus rassistischen Gründen die Mitgliedschaft und je erfolgreicher Taylor wurde, desto häufiger kam es zu unfairen Benachteiligungen durch seine weißen Kontrahenten. Floyd MacFarland, der erfolgreichste Bahnsprinter jener Zeit, hatte hierzu die „Cycle Racing Association“ ins Leben gerufen, um Taylor und andere schwarze Radsportler wie Woody Headspeth aus den Rennen herauszudrängen. Es ist überliefert, dass MacFarland Taylor niemals beim Namen nannte, sondern von ihm nur als „Nigger“ sprach. 1904 reiste Major Taylor nach Australien, um dort Rennen zu bestreiten. Auch McFarland und sein Protegé Iver Lawson fuhren dort Rennen, und es wird berichtet, dass sie Taylor regelmäßig behinderten. Bei einem Rennen in Melbourne erlitt er durch eine solche Behinderung einen schweren Sturz. Anschließend hatte er einen Nervenzusammenbruch, so dass er bis 1907 pausierte.
Aufgrund solcher Erfahrungen startete Taylor vorzugsweise in Europa, vor allem in Frankreich, wo ihm weniger Nachteile aus seiner Hautfarbe erwuchsen. Legendär ist, dass er aus religiösen Gründen niemals sonntags startete und aus Aberglauben immer die Kabine mit der Nummer 13 verlangte.
1910, mit 32 Jahren, beendete das „schwarze Wunder“ seine Rennfahrerkarriere, verlor aber wegen Fehlinvestitionen und der Weltwirtschaftskrise sein gesamtes Vermögen. Nach seinem Tod wurde Taylor in einem Armengrab beigesetzt, jedoch auf Initiative des Fahrradherstellers Frank Schwinn und anderer vermögender Radsportfans 1948 exhumiert und auf dem Mount-Glenwood-Friedhof in Illinois bestattet. Heute trägt die Radrennbahn von Indianapolis seinen Namen, und sein Andenken wird durch die Major-Taylor-Foundation gepflegt, deren Ehrenvorsitzender Olympiasieger Edwin Moses ist. 2008 wurde vor der Stadtbibliothek von Worcester ein Denkmal zu seinen Ehren errichtet.